# Rotschattenkolibri
Der Rotschattenkolibri (Phaethornis ruber), auch Rotbaucheremit, Roter Zwergschattenkolibri oder Rotbürzelkolibri genannt, ist ein nur 9 Zentimeter großer Vertreter aus der Familie der Kolibris mit einem weiten Verbreitungsgebiet in den südamerikanischen Ländern Ecuador, Kolumbien, Venezuela, Bolivien, Brasilien und den Guyanas. Der Bestand wird von der IUCN als „nicht gefährdet“ (Least Concern) eingestuft.

## Aussehen
Der Rotschattenkolibri hat ein rot gefärbtes Gefieder am Bauch und Hals. Der obere Kopfbereich ist dunkelgrün, der Rücken und der Schwanz sind braun gefärbt. Der obere Schnabelteil ist silbern. Der untere Teil des Schnabels, die Unterseite des Schwanzes und die Beine sind schwarz. Hinter dem Auge befindet sich ein schwarzer Streifen. Das Männchen hat zudem quer über die Brust ein auffälliges breites, schwarzes Band. Das Weibchen ist an Brust und Bauch heller gefärbt. Im Beinbereich ist das Gefieder weiß. Das Gesamtgewicht des Vogels beträgt nur ca. 2 Gramm.

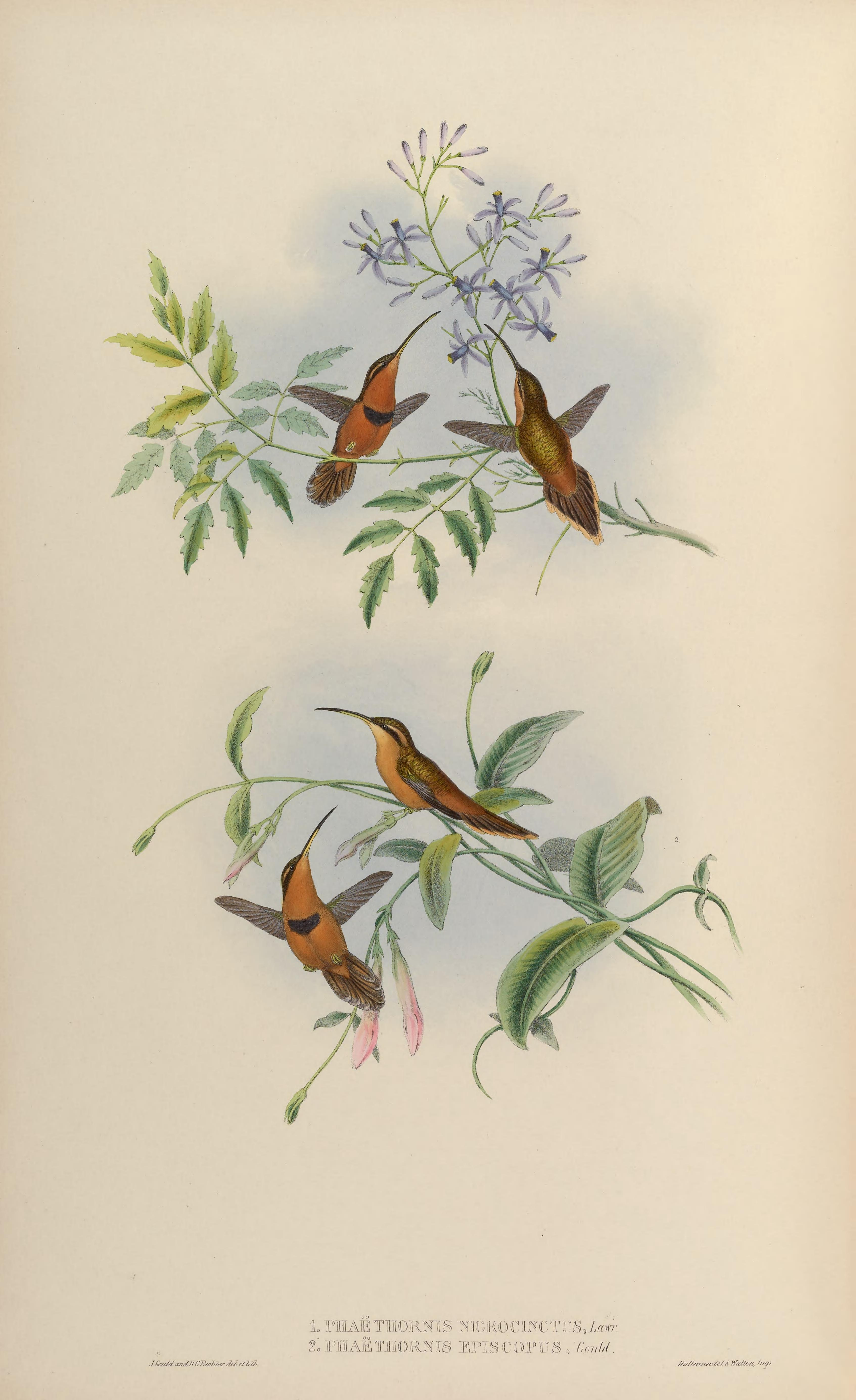
Rotschattenkolibris

## Lebensweise
Der Rotschattenkolibri bewohnt das Unterholz der Regenwälder sowie Büsche und Bäume der Waldränder hauptsächlich im Tiefland. Im Süden Perus wurde er aber auch schon bis 1500 m Höhe gesichtet, in Nordbolivien und Venezuela bis etwas über 1000 m. Er besetzt ein Revier, welches er energisch gegen Artgenossen verteidigt. Durch seine schnellen Flügelschläge erzeugt er ein brummendes Geräusch, ähnlich dem von Hummeln.
Der Gesang des Rotschattenkolibris ist von der Morgendämmerung bis abends zu hören und wird als unaufhörliche Abfolge lauter Tonserien beschrieben mit deutlichen Pausen zwischen den einzelnen Phrasen. Eine Phrase dauert 3–6 Sekunden und klingt etwa wie tsii....tsii...tsii...tsii.tse.tsitsi. Der Ruf im Flug ist nur ein kurzes tsipǃ.
Die Nahrung besteht aus Nektar von vielfältigen Blütenpflanzen und außerdem kleinen Arthropoden. Als sogenannter Trapliner fliegt der Rotschattenkolibri regelmäßig immer dieselben Blüten an. Im Südosten Brasiliens gelangt er an den Nektar auch durch Anstechen der Blütenkrone.

Verbreitungskarte des Rotschattenkolibris

## Besondere Anatomie
Im Gegensatz zu den anderen Kolibriarten besitzt der Rotschattenkolibri eine besonders geformte Oberarmsehne, wie auch andere Vertreter seiner Gattung.

## Fortpflanzung
Zur Fortpflanzungszeit tragen mehrere Männchen den Weibchen ihre Gesänge – schrille und laute Rufe – in einer so genannten Balzarena vor. Die Weibchen wählen danach ihre Paarungspartner aus.
Das keulenförmige Nest des Rotschattenkolibris befindet sich in Bodennähe, meist am Ende langer Palmenwedel, und besteht aus verschiedenen Pflanzenfasern, Blättern, Moosen, Flechten, Samenfusseln und Spinnweben. Die Höhe des Nestes beträgt etwa 140 mm, der Außendurchmesser 50 mm und der Innendurchmesser 24 mm. Das Gelege besteht aus zwei Eiern, die Bebrütung ausschließlich durch das Weibchen dauert 14–17 Tage. Nach etwa 15 bis 25 Tagen werden die Küken flügge. Das Weibchen kümmert sich noch einige Tage danach um die Jungvögel.

## Gefährdung und Schutzmaßnahmen
Obwohl der Bestand insgesamt abgenommen hat, ist der Rotschattenkolibri in seinem sehr großen Verbreitungsgebiet lokal recht häufig anzutreffen, deshalb führt die IUCN diese Art in der Kategorie „nicht gefährdet“ (Least Concern). ImVoltzberg Nature Reserve (Teil des Zentral-Suriname-Naturschutzgebiets) wurde eine Dichte von mindestens 2–4 Paaren/km² festgestellt.

## Unterarten
Laut der IOU World Bird List werden vier Unterarten unterschieden, die sich in ihrer Färbung, ihrer Größe und ihrem Verbreitungsgebiet unterscheiden:
- Phaethornis ruber episcopus Gould, 1857[4] findet man im zentralen und östlichen Venezuela, in Guyana und dem Nordwesten Brasiliens.
- Phaethornis ruber ruber (Linnaeus, 1758)[5] – die Nominatform ist in Suriname und Französisch-Guayana über Brasilien, den Südosten Perus und den Norden Boliviens präsent.
- Phaethornis ruber nigricinctus Lawrence, 1858[6] ist vom Osten Kolumbiens über den Südwesten Venezuelas und Ostecuador bis in den Norden Perus und den Nordwesten Brasiliens verbreitet.
- Phaethornis ruber longipennis Berlepsch & Stolzmann, 1902[7] kommt im Südosten von Peru vor.

## Etymologie und Forschungsgeschichte
Carl von Linné beschrieb den Rotschattenkolibri ursprünglich unter dem Namen Trochilus ruber. Das Typusexemplar zur Beschreibung stammte aus Suriname.
Der Begriff Phaethornis leitet sich aus den griechischen Wörtern φαέθων phaéthōn für „leuchtend, strahlend“ und ὄρνις órnis für „Vogel“ ab. Das Artepitheton ruber ist das lateinische Wort für „rot“. Episcopus ist ebenfalls lateinischen Ursprungs und steht für „Bischof“, in Anspielung auf das deutlich dickere schwarze Brustband dieser Unterart. Auch nigricinctus bezieht sich auf das schwarze Band. Dabei handelt es sich um eine lateinische Wortkombination aus den Wörtern niger für „schwarz“ und cinctus, cingere für „gebändert, umranden“. Die Wortkombination longipennis ist ebenfalls lateinischen Ursprungs und setzt sich aus den Wörtern longus für „lang“ und penna für „Feder“ zusammen. Die Namensgebung bezieht sich auf die etwas längeren Flügel dieser Unterart.